# Procédure d'adhésion de l'Estonie à l'Union européenne
La procédure d’adhésion de l'Estonie à l'Union européenne est le processus qui a permis à l'Estonie de rejoindre l'Union européenne le 1er mai 2004. L'Union européenne s'est ainsi élargie à 25 États, l'Estonie étant entrée en même temps que 9 autres États.

## Historique

### Situation initiale
Indépendante depuis 1991, l'Estonie signe le 18 juillet 1994 un accord de libre-échange avec l'UE qui entra en vigueur sans restriction le 1er janvier 1995. Le 12 juin de la même année, un accord d'association est signé entre l'UE et l'Estonie.

### Dépôt de candidature
Le 24 novembre 1995, Tiit Vähi a adressé la candidature de l'Estonie à l'Union européenne à Javier Solana, alors ministre espagnol des Affaires étrangères et président en exercice du Conseil de l'Union européenne.

« Au nom du gouvernement de la république d'Estonie, j'ai l'honneur de présenter la demande d'adhésion de l'Estonie à l'Union européenne, conformément à l'article O du traité sur l'Union européenne. »

— Tiit Vähi, demande officielle d'adhésion de l'Estonie à l'Union européenne
La Commission européenne envoie, en janvier 1996, une délégation à Tallinn. Le 16 juillet 1997, la Commission présente son avis sur l'Estonie et recommande l'engagement des négociations avec celle-ci. Le 13 décembre, lors du sommet de Luxembourg, le Conseil européen décide que les négociations avec l'Estonie seront ouvertes en avril 1998.

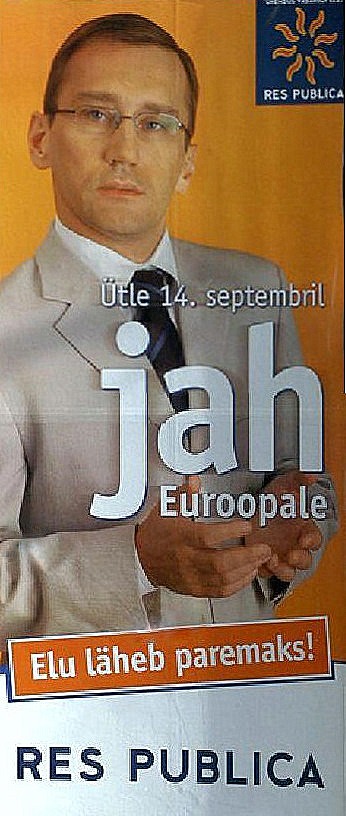
Pancarte en faveur du « oui » posée pour le référendum sur l’adhésion de l’Estonie à l'Union européenne.

### Négociations et mise en œuvre de l'acquis

#### 1998: Conférence intergouvernementale et premier rapport de la Commission
Le 31 mars 1998, la Conférence intergouvernementale pour l'adhésion est ouverte entre l'UE et 6 pays candidats, dont l'Estonie,. À cette même date, le partenariat pour l'adhésion de l'Estonie fut adopté. Les priorités du partenariat à l'adhésion ont été définies à court et moyen terme devant respectivement être traitées avant 2000 et 2003. Le cadre financier du partenariat pour l'adhésion se compose du programme PHARE, du programme SAPARD et du programme ISPA,. Le programme PHARE prévoyait 24 millions d'euros pour l'Estonie en 2000. En 2001, ce montant était passé à 26,3 millions d'euros, puis, en 2002, le programme octroyait 21 millions d'euros à l'Estonie. Le programme SAPARD s'élevait, pour la période 2000-2002, à une somme de 12,1 millions d'euros, et le programme ISPA à 35 millions d'euros.
En novembre 1998, la Commission publiait un rapport dans lequel elle évoquait les avancées effectuées par l'Estonie dans la transposition de l'acquis communautaire. Parmi les progrès constatés par la Commission se trouvait notamment l'industrie (tout en rappelant que « des efforts » devaient être faits à propos des systèmes de qualité), les domaines de la société de l'information et la recherche et développement technologique, la transposition de l'acquis relatif à la gestion des déchets et de la protection de la nature. Les préparatifs à l'adhésion de l'Estonie à l'Union économique et monétaire (UEM), et les domaines liés à la police et la justice faisaient partie des progrès constatés.
Cependant, le rapport mettait en avant que des efforts devaient être effectués :
- en matière de droit du travail, ainsi l'Estonie devait transposer l'acquis relatif à l'emploi et aux affaires sociales. La Commission demande aussi la mise en place d'une stratégie pour le marché de l'emploi et le développement des ressources humaines[9].
- en matière fiscale, des efforts supplémentaires sont demandés en matière d'alignement au régime de la TVA communautaire et de droit d'accise[10].
- en matière de protection des consommateurs, la Commission constatait que, en dépit des progrès effectués, il était nécessaire « de renforcer le conseil de protection des consommateurs ainsi que d'encourager les organisations de consommateurs existantes »[11].
- en ce qui concerne les télécommunications, malgré certain progrès dans l'harmonisation, des dispositions devaient encore être prises[6].
- en matière de libre circulation des marchandises, où le rapport constate peu de progrès[12].
- dans le domaine de la concurrence, notamment en ce qui concerne le contrôle et la transparence des procédures d'octroi des aides d'État[13].
- en ce qui concerne la lutte contre la drogue, le crime organisé et la lutte contre la corruption des efforts devaient être poursuivis[14].

Le rapport constatait des progrès dans la transposition de l'acquis concerna la politique commune des transports. Cependant le rapport recommandait d'améliorer la sécurité (plus spécifiquement dans les navires). Par ailleurs, la Commission invitait l'Estonie à adopter une stratégie d'infrastructures et de financement des transports.
Des progrès étaient aussi constatés dans le domaine agricole, néanmoins des efforts supplémentaires étaient demandés dans la mise en œuvre de la politique commune de la pêche.

#### Progression de la transposition de l'acquis en 1999
En octobre 1999, la Commission publia son second rapport final dans lequel elle reprenait l'ensemble des avancées effectuées par l'Estonie durant l'année.
Ce rapport mettait en avant que l'ensemble du secteur manufacturier avait été privatisé, et que l'Estonie entamait le renforcement de sa compétitivité (les PME représentaient alors 99 % des entreprises d'Estonie). Le rapport constatait aussi des progrès dans les secteurs de la société de l'information et dans la recherche et développement technologique du fait de la pleine participation du pays au cinquième programme-cadre.
En matière social, les progrès semblaient être limité. Le rapport conseillait de renforcer le dialogue social. De même, en matière fiscale, des progrès restaient à faire en ce qui concerne la législation sur la TVA.
Dans le domaine des transports, le rapport demandait, à l'instar de celui de 1998, plus d'approfondissement en matière de sécurité et d'harmonisation législative dans le domaine des transports routiers.
En matière agricole, le rapport constate une lente progression de l'Estonie dans la mise en place des instruments et structures nécessaire à l'application de la PAC. Cependant, dans la mise en œuvre de la politique commune de pêche, aucun progrès n'était constaté. De même, aucun progrès n'a été constaté par le rapport en matière de protection des consommateurs.
En matière de sécurité, le rapport souligne le fait que l'Estonie devait poursuivre les efforts en matière de contrôle à sa frontière orientale, de lutte contre le trafic de stupéfiants et la corruption.

#### Évolution des négociations en 2000
Un troisième rapport final fut adopté par la Commission en novembre 2000.
Durant cette période, le rapport constatait que l'Estonie avait poursuivi la privatisation et la restructuration de son secteur industriel. À ce propos des mesures visant à adopter une « véritable politique industrielle » ont été prises afin qu'elle se distingue de la politique économique générale. L'Estonie encourageait aussi les investissements étrangers. Enfin, la politique visant à soutenir les PME renforçait son action dans les régions les moins développées.
En matière de fiscalité indirecte, la législation estonienne correspondait, selon le rapport de 2000, aux exigences communautaires. Pour ce qui est de la fiscalité directe, une nouvelle loi sur l'impôt sur le revenu est entrée en vigueur en janvier 2000.
En matière agricole, le rapport de 2000 établissait que c'est durant cette année, que l'Estonie avait fourni le plus d'efforts dans le rapprochement de l’acquis. Néanmoins, le rapport souligne aussi que l’Estonie devait effectuer de nouvelles réformes notamment foncières, de restructuration de l'industrie agroalimentaire, de développement rural, sur la sylviculture, et sur l'organisation des marchés. Le rapport constate aussi que l’Estonie devait encore créer les structures permettant la mise en place des mécanismes commerciaux de la PAC. Le rapport demandait aussi un renforcement des réformes en matière vétérinaire et du bien-être animal. Pour ce qui est de la pêche, le rapport demandait que les réformes concernant la législation et les capacités administratives soient accentuées.
Dans ce rapport, d'importants progrès étaient constatés par la Commission en matière de justice et d'affaires intérieures, néanmoins, à l'instar de son précédent rapport d'octobre 1999, la Commission souligne un nécessaire approfondissement des réformes visant à lutter contre le crime organisé, le trafic de stupéfiants, la corruption et le contrôle à la frontière orientale.

#### Progression des négociations réalisée en 2001
Le 5 septembre 2001, le Parlement européen adopta une résolution sur la demande d'adhésion de l'Estonie. Il y expose l’état de l’avancement des négociations en fonction des critères de Copenhague. En ce qui concerne les critères politiques, le parlement reconnait que ceux-ci sont remplis par l’Estonie. Il fait notamment remarquer, à ce propos, que les problèmes liés au cadre légal définissant les relations entre la société estonienne et les minorités constituant le pays ont été résolus notamment par la mise en œuvre du programme « Intégration de la société estonienne 2000-2007 ». Il encourage notamment les réformes entreprises notamment dans le domaine de la justice (notamment par l’adoption d'un nouveau Code pénal abrogeant les dispositions discriminatoires envers les personnes homosexuelles) et pénitentiaire. Le Parlement pointait néanmoins du doigt certains éléments, notamment le fait que les œuvres étrangères soient « diffusées sans autorisation ni rémunération de leur auteur » en Estonie.
Le rapport rendu par la Commission en novembre 2001 rendait compte de progrès globaux en matière d'emploi, d'affaires sociales, de libéralisation du marché des télécommunications, de libre circulation des marchandises, de concurrence, et en matière de réforme du système éducatif et de la formation professionnelle. De même, d'importants progrès étaient constatés dans les domaines de la justice et des affaires intérieures ainsi qu'en ce qui concerne l'UEM. En matière de politique industrielle, l'Estonie encourageait l'innovation, les investissements étrangers, et la privatisation du secteur industriel.
En matière fiscal, le rapport constate des progrès au niveau de la TVA et des droits d'accise, néanmoins, aucun progrès n'avait été effectué en matière de fiscalité directe, de coopération administrative et d'assistance mutuelle.
En ce qui concerne les transports, le rapport constate le maintien des progrès au niveau des transports routiers et la sécurité maritime mais ajoute que l'Estonie devrait approfondir ses efforts sur ce dernier point et renforcer le suivi du nouvel acquis en matière ferroviaire.
Enfin, en matière agricole, le rapport constate de forts progrès à l'exception du secteur vétérinaire. En ce qui concerne la pêche, des améliorations sont constatées en matière de structures administratives. La répartition des compétences entre les ministères de l'agriculture et de l'environnement, en matière de pêche, a évolué. De même, un système de surveillance des navires a été mis en place, et un registre des navires de pêche a aussi été développé.

#### Évolution des négociations en 2002
Dans son rapport d'octobre 2002, la Commission constatait que l'Estonie s'était fortement rapproché de l'acquis dans de nombreux domaines, certains chapitres ayant été provisoirement clos. Cependant, en ce qui concerne l'acquis « environnement », il restait à transposer certaines législations ayant trait à la qualité de l'air, la protection de la nature et la radioprotection. De même, dans le domaine de la fiscalité directe, l'Estonie devait poursuivre l'alignement de sa législation notamment en supprimant les dispositions incompatibles avec la mise en place de la libre circulation des capitaux
Le 13 décembre 2002, le Conseil européen de Copenhague déclare closes les négociations d'adhésion de l'Estonie.

### Référendum et adhésion
Le 18 décembre 2002, les membres du Riigikogu votèrent par 88 voix sur 101 en faveur de l’amendement à la Constitution de l'Estonie. L'adhésion de l'Estonie à l’Union européenne a fait l'objet d'un référendum qui eut lieu le 14 septembre 2003. Le référendum posait la question suivante :

« Soutenez-vous l’accession à l’Union européenne et l’adoption d'une loi d’amendement à la Constitution de la République estonienne ? »

Les Estoniens approuvèrent l'adhésion avec 66,83 % de « oui » face à 33,17 % de votes contre. Le taux de participation était de 63 %.
Le traité d'adhésion a été signé le 16 avril 2003 et l'adhésion eut lieu le 1er mai 2004.

### Chronologie
| Date              | Évènement                                                                                          |
| ----------------- | -------------------------------------------------------------------------------------------------- |
| 24 novembre 1995  | Dépôt de candidature de l'Estonie.                                                                 |
| 13 décembre 1997  | Lors du sommet de Luxembourg, le Conseil européen décide de commencer les négociations d'adhésion. |
| 1er février 1998  | Entrée en vigueur de l'accord européen de l'Estonie.                                               |
| 31 mars 1998      | Ouverture de la conférence d'adhésion de l'Estonie (avec cinq autres États candidats).             |
| 13 décembre 2002  | Conclusion des négociations d'adhésion lors du sommet de Copenhague.                               |
| 16 avril 2003     | Signature du traité d'adhésion.                                                                    |
| 14 septembre 2003 | Référendum concernant l'adhésion de l'Estonie à l'Union européenne.                                |
| 1er mai 2004      | Adhésion de l'Estonie à l'Union européenne.                                                        |

## Détail du processus de négociations
Le pays fait partie du groupe de Luxembourg, par conséquent, les négociations ont commencé le 31 mars 1998 et se sont clôturées définitivement en décembre 2002 pour les dix pays de l'élargissement de 2004,.
| Chapitres de l'acquis                                               | Évaluation initiale de la Commission | Ouverture du chapitre | Clôture du chapitre, |
| ------------------------------------------------------------------- | ------------------------------------ | --------------------- | -------------------- |
| 1. Libre circulation des biens                                      | –                                    | juin 1999             | décembre 2000        |
| 2. Libre circulation des personnes                                  | –                                    | mai 2000              | mars 2002            |
| 3. Libre prestation de services                                     | –                                    | août 1999             | mars 2001            |
| 4. Libre circulation des capitaux                                   | –                                    | automne 1999          | printemps 2001       |
| 5. Droit des sociétés                                               | –                                    | septembre 1998        | juin 2000            |
| 6. Politique de la concurrence                                      | –                                    | mai 1999              | juin 2002            |
| 7. Agriculture                                                      | –                                    | juin 2000             | décembre 2002        |
| 8. Pêche                                                            | –                                    | avril 1999            | avril 2000           |
| 9. Politique des transports                                         | –                                    | novembre 1999         | mars 2002            |
| 10. Fiscalité                                                       | –                                    | novembre 1999         | septembre 2002       |
| 11. Union économique et monétaire                                   | –                                    | 1er semestre 1999     | fin 1999             |
| 12. Statistiques                                                    | –                                    | mars 1999             | juin 1999            |
| 13. Politique sociale et emploi                                     | –                                    | septembre 1999        | octobre 2000         |
| 14. Énergie                                                         | –                                    | 2e semestre 1999      | juillet 2002         |
| 15. Politique industrielle                                          | –                                    | 2e semestre 1998      | 1er semestre 1999    |
| 16. Petites et moyennes entreprises                                 | –                                    | octobre 1998          | novembre 1998        |
| 17. Science et recherche                                            | –                                    | 2e semestre 1998      | octobre 1998         |
| 18. Éducation et formation                                          | –                                    | 2e semestre 1998      | octobre 1998         |
| 19. Télécommunications et technologies de l'information             | –                                    | octobre 1998          | avril 1999           |
| 20. Culture et politique audiovisuelle                              | –                                    | octobre 1998          | octobre 2000         |
| 21. Politique régionale et coordination des instruments structurels | –                                    | avril 2000            | juin 2002            |
| 22. Environnement                                                   | –                                    | décembre 1999         | juin 2001            |
| 23. Consommateurs et protection de la santé                         | –                                    | avril 1999            | mai 1999             |
| 24. Justice et affaires intérieures                                 | –                                    | mai 2000              | mars 2002            |
| 25. Union douanière                                                 | –                                    | mai 1999              | mars 2002            |
| 26. Relations extérieures                                           | –                                    | 1er semestre 1999     | 1er semestre 2000    |
| 27. Politique étrangère et de sécurité commune (PESC)               | –                                    | 1er semestre 1998     | 1er semestre 2000    |
| 28. Contrôle financier                                              | –                                    | 1er semestre 2000     | 2e semestre 2001     |
| 29. Dispositions financières et budgétaires                         | –                                    | 1er semestre 2000     | décembre 2002        |
| 30. Institutions                                                    | –                                    | 1er semestre 2002     | décembre 2002        |
| 31. Autres                                                          | –                                    | –                     | –                    |
| Progression                                                         |                                      | 30 sur 30             | 30 sur 30            |

## Questions liées à l'adhésion estonienne

### Les non-citoyens de l'importante minorité russophone
La population de l'Estonie, qui s'élevait à environ 1,4 million d'habitants en 2003, se répartissait alors comme suit : 62 % d'Estoniens, 29 % de Russes (soit environ 400 000 personnes), 3 % d'Ukrainiens et enfin, 1,8 % de Biélorusses, le reste de la population étant constitué d'autres minorités. La présence de cette importante minorité russe composée de résidents non-citoyens pose des problèmes de politique intérieure et vis-à-vis de l'Union européenne.
Une loi adoptée peu après l'indépendance de 1991 permettait à toutes les personnes vivant en Estonie depuis 1940 ainsi qu'à leurs descendants d'obtenir automatiquement la nationalité estonienne. Selon cette même loi, entrée en vigueur le 25 février 1992, les autres citoyens obtiennent un permis de séjour d'une validité de trois ans avec l'obligation, pour conserver la nationalité estonienne, de passer un examen linguistique et de prêter allégeance à la République. En 1993, le Riigikogu, adopta une nouvelle loi qui obligeait les non-détenteurs de la nationalité estonienne résident dans le pays à choisir la nationalité estonienne ou à rester étrangers. Cette loi eut pour conséquence de dégrader à nouveau les relations entre les Estoniens et les Russes.
Une nouvelle loi concernant la naturalisation fut adoptée en 1995. Celle-ci établissait que, pour devenir estonien, un étranger devait vivre depuis au moins cinq ans précédant sa demande en Estonie et y résider au moins un an après le dépôt de celle-ci. La loi exigeait que le demandeur : connaisse la Constitution, connaisse la loi sur la citoyenneté, passe l'examen d'aptitude à l’estonien, perçoive « un revenu légal suffisant pour subvenir à leurs besoins et à ceux des personnes à leur charge », et prête le serment d’allégeance en déclarant : « Je jure fidélité au système constitutionnel de l’Estonie ».
En 2003, ces dispositions faisaient que 170 000 personnes, ayant perdu la nationalité russe, n'étaient pas non plus de nationalité estonienne et étaient donc apatrides. Néanmoins, des progrès avaient été faits sur ce problème :
- d'une part par le départ, ou le décès de certains de ces apatrides,
- la naturalisation d'une partie de cette population et son intégration dans la société estonienne,
- le droit de participation des apatrides aux élections locales.

## Sondage d'opinion

### Position des partis politiques
Le président de la République estonienne d'alors Arnold Rüütel, le premier ministre Juhan Parts et la présidente du Parlement Ene Ergma sont à la tête du groupe en faveur de l'adhésion à l'Union européenne. Ceux-ci considérant que l'Union européenne est un gage de sécurité pour la langue et la culture estoniennes ainsi que pour la stabilité politico-économique du pays. Leur position est d'ailleurs soutenu par l'ensemble des ministres du gouvernement.
L'opposition à l'Union européenne est composée de deux formations « Non à l’Union européenne » dirigé par Uno Silberg et « Notre État ». Le Parti du centre, mené par Edgar Savisaar, a adopté une position officielle contre l'adhésion lors du Congrès du 9 août 2003. Lors de ce congrès 341 membres ont voté contre l'adhésion, 235 pour et 227 pour la neutralité du parti. Néanmoins, parmi les personnalités membres du parti du centre certaines ont réaffirmé leur position initiale en faveur de l'adhésion et ce en dépit de la position du parti. Ainsi, parmi ses personnalités se trouvent le porte-parole du parti, Peeter Kreitzberg, et huit anciens ministres.
Afin d'assurer l'information de la population sur l'Union européenne en prévision de la campagne pour le référendum, des agences d'informations et des centres téléphoniques avaient été organisés. De plus, 1 050 000 couronnes estoniennes ont été allouées pour la campagne référendaire, la somme devant être répartie entre les opposants à l'adhésion et ceux en faveur.

### Opinion publique
Les Estoniens ont pendant longtemps été considérés comme la population la plus eurosceptique parmi les pays candidats. Cette considération fut inversée à la suite du vote positif des Lituaniens en mai 2003 lors du référendum pour l'adhésion à l'Union.
| Date                          | Institut de sondage | En faveur de l'adhésion | Contre l'adhésion | Incertain |
| ----------------------------- | ------------------- | ----------------------- | ----------------- | --------- |
| Avant le référendum lituanien | Emor                | 50 %                    | -                 | -         |
| Après le référendum lituanien | Emor                | 59 %                    | 35 %              | 6 %       |

Parmi les éléments ayant influencé l'évolution de l'opinion publique entre 2000 et le référendum se trouve notamment la victoire de l'Estonie au concours Eurovision de la chanson en 2000, ainsi que, d'un point de vue négatif, la maladie de la vache folle qui, en juillet 2001, était associée par l'Estonie à l'Union.
| Date      | Institut de sondage | Souhaitant participer au référendum | S'apprêtant à voter en faveur de l'adhésion | S'apprêtant à voter contre l'adhésion |
| --------- | ------------------- | ----------------------------------- | ------------------------------------------- | ------------------------------------- |
| Août 2003 | Emor                | 70 %                                | 69 %                                        | 31 %                                  |

L'église luthérienne, majoritaire en Estonie, a également appelé au vote en faveur de l'adhésion.